# Kagså
Kagså er en lille å i Gladsaxe, Herlev og Københavns Kommune.
Den løber ud i Kagsmosen og derfra videre i Harrestrup Å.
Forleddet i ordet "Kagså" ses også i navnene Kagsvang, Kagsgård og Kagsbjerg, der er koncentreret omkring Husum.
Det kommer formentlig fra et gammeldansk ord, som er rekonstrueret til "*Kāk" med betydningen "pæl, kæp, kort stykke af træstamme, stump".
I listen over autoriserede stednavne betegnes vandløbet dog som en bæk.

## Forløb
Som Tibberup Å udspringer Kagsåen i Smørmose.
Kagsåen løber sydpå, hvor den følger kommuneskellet mellem Herlev Kommune i vest og Gladsaxe Kommune i øst.
Først ved Haveforeningen Smørmosen, hvorefter den krydser Klausdalsbrovej og ind i Haveforeningen Samvirke, hvor den løber parallelt med Nyvang Åvej. Den løber herefter parallel med vejen Langdyssen, forbi Kagsåkollegiet, forbi vejkomplekset "Ved Kagså" og Kagsåvej indtil Herlev Ringvej. Det næste stykke løber den parallelt med Motorring 3, indtil den krydser motorringvejen og løber øst for Herlev Hovedgade og Frederikssundsvej ved kommuneskellet mellem Gladsaxe Kommune og Københavns Kommune. Bækken fortsætter syd nogle få hundrede meter til Kagsmosen.
Der er cykelsti langs størstedelen af åen.

## Historie
Kagså ses navnløs på et kort fra 1677, "Kiöbenhaffens Pompe-wands oc Spring-wands indledning fra Söerne i Marcken til Byens volder oc Porter".
Her ses den med udspring "Tibberup söe", løbende forbi landsbyerne Gladsax og "Herlöff" og et videre frit løb helt til Langevads Dam ved "Röedoure" og "Wanlöße"
Åen indgik i Københavns Befæstning, ved at vand fra Furesø kunne oversvømme området.

## Afvanding og bortløb af regnvand
Et specielt rensningsanlæg til spildevand fra Herlev Hospital skulle i 2013 efter planen udlede det rensede vand til Kagsåen.
Det specielle anlæg, hvor i virksomheden Grundfos også var involveret, krævede dog en regnvandsledning fra Forsyningsselskabet Hofor før det kunne udledes i åren. Udledning af det rensede spildevand er senere blevet udskudt til 2023.
Forsyningsselskabet Novafos og HOFOR har i samarbejde med Herlev og Gladsaxe kommuner i 2023 påbegyndt et regnvandsprojekt, der skal hindre gentagne overløb af åen. Projektet forventes afsluttet i 2027.